# Maldanidae
Maldanidae är en familj av ringmaskar. Maldanidae ingår i klassen havsborstmaskar, fylumet ringmaskar och riket djur. Enligt Catalogue of Life omfattar familjen Maldanidae 293 arter. 

## Dottertaxa till Maldanidae, i alfabetisk ordning[1][2]
- Abyssoclymene
- Aclymene
- Aricinella
- Asychis
- Axiothea
- Axiothella
- Bathyasychis
- Boguea
- Boguella
- Chirimia
- Clymaldane
- Clymene
- Clymenella
- Clymenoida
- Clymenopsis
- Clymenura
- Euclymene
- Eupraxillella
- Gravierella
- Heteroclymene
- Heteromaldane
- Iphianissa
- Isocirrus
- Johnstonia
- Leiocephalus
- Leiochone
- Lumbriclymene
- Lumbriclymenella
- Macroclymene
- Macroclymenella
- Maldane
- Maldanella
- Mandrocles
- Metasychis
- Microclymene
- Micromaldane
- Minusculisquama
- Mylitta
- Nicomache
- Notoproctus
- Petaloclymene
- Petaloproctus
- Praxilla
- Praxillella
- Praxillura
- Proclymene
- Pseudoclymene
- Rhodine
- Sabaco
- Sonatsa
- Tubifex